# Списак председника Италијанске Републике
Ово је списак председника Италијанске Републике (итал. Presidente della Repubblica) од 1948. године. Наполеон I Бонапарта је био први председник Италије у историји, од 26. јануара 1802. до 17. марта 1805. године.
| #  | Портрет | Име                  | Круг у коме је изабран | Почетак                                   | Крај              | Партија (у време избора)                                |
| -- | ------- | -------------------- | ---------------------- | ----------------------------------------- | ----------------- | ------------------------------------------------------- |
| 1  |         | Енрико Де Никола     | 1.                     | 1. јануар 1948                            | 12. мај 1948      | Италијанска либерална странка                           |
| 2  |         | Луиђи Еинауди        | 4.                     | 12. мај 1948                              | 11. мај 1955      | Италијанска либерална странка                           |
| 3  |         | Ђовани Гронки        | 4.                     | 11. мај 1955                              | 11. мај 1962      | Хришћанска демократија                                  |
| 4  |         | Антонио Сењи         | 9.                     | 11. мај 1962                              | 6. децембар 1964  | Хришћанска демократија                                  |
| 5  |         | Ђузепе Сарагат       | 21.                    | 29. децембар 1964                         | 29. децембар 1971 | СДПИ                                                    |
| 6  |         | Ђовани Леоне         | 23.                    | 29. децембар 1971                         | 15. јун 1978      | Хришћанска демократија                                  |
| 7  |         | Сандро Пертини       | 16.                    | 9. јул 1978                               | 29. јун 1985      | СПИ                                                     |
| 8  |         | Франческо Косига     | 1.                     | 3. јул 1985                               | 28. април 1992    | Хришћанска демократија                                  |
| 9  |         | Оскар Луиђи Скалфаро | 16.                    | 28. мај 1992                              | 15. мај 1999      | Хришћанска демократија (после члан Демократске партије) |
| 10 |         | Карло Ацељо Чампи    | 1.                     | 18. мај 1999                              | 10. мај 2006      | независан кандидат (после члан Демократске партије)     |
| 11 |         | Ђорђо Наполитано     | 4. 6.                  | 10. мај 2006 20. април 2013 (реизбор)     | 14. јануар 2015   | Демократе левице (прешла у Демократску партију)         |
| 12 |         | Серђо Матарела       | 4. 8.                  | 3. фебруар 2015 3. фебруар 2022 (реизбор) | у функцији        | независан кандидат (претходно члан Демократске партије) |

Легенда:
|  | чланови ДП (Наполитано) | чланови СПИ (Пертини) | чланови СДПИ (Сарагат) | независни кандидати (Чампи, Матарела) | чланови ХД (Гронки, Сењи, Леоне, Косига, Скалфаро) | чланови ИЛС (Де Никола, Еинауди) |

Палата Квиринал (итал. Quirinale) у Риму је званична резиденција председника Републике Италије.